# Rapper lesen Rapper
Rapper lesen Rapper war eine Hip-Hop-Late-Night-Show aus Österreich, in der Vertreter der internationalen Hip-Hop-Szene von 2016 bis 2023 Werke der Rap-Geschichte literarisch neu interpretierten.

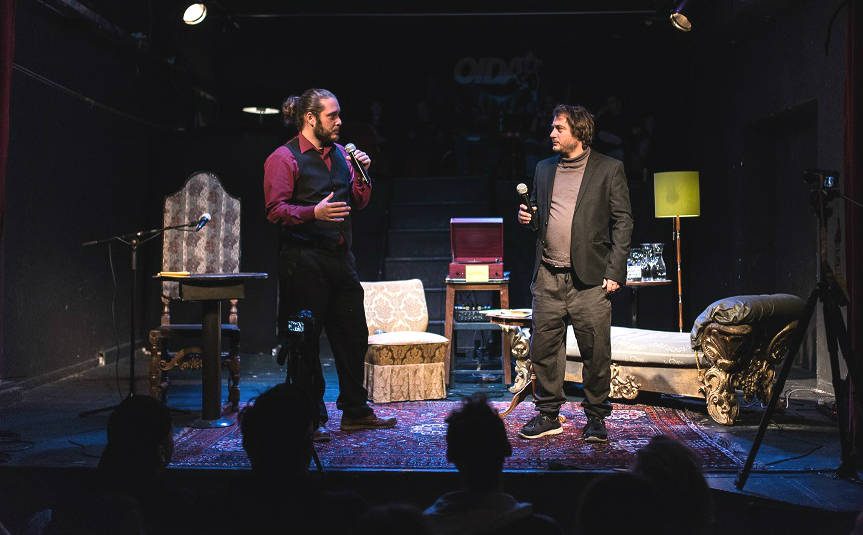
Heinrich Himalaya & David Scheid, Rapper lesen Rapper @ Ateliertheater Wien, 5. Dezember 2017

## Inhalt und Ablauf
Im Zuge der von Rapper Heinrich Himalaya und Kabarettist David Scheid moderierten Abendveranstaltungen wurden Rap von Musik getrennt und der Fokus auf das geschriebene Wort gelenkt, wodurch Freiraum für neue Lyrik entstand.
Pro Abend wurden vier bis fünf Lesende geladen, die ihrerseits Interpretationen von bereits existierenden Liedtexten vorbereiten. In einem Gespräch mit den Moderatoren wurde zunächst gefachsimpelt und auf das aktuelle künstlerische Schaffen der Gäste eingegangen. Anschließend wurden die Texte vor Publikum gelesen, wobei sich die Künstler keiner eigenen Werke bedienen durften.

## Lesende (Auswahl)
- A.Geh
- Average
- Brenk Sinatra
- BumBum Kunst
- Def Ill
- Dexter
- Ebow
- Fritz Ostermayer
- Gerard
- Hosea Ratschiller
- Jugo Ürdens
- Kayo
- Louie Austen
- Mieze Medusa
- Monobrother
- Morlockk Dilemma
- PerVers (Band)
- Roger Rekless
- Scheibsta
- Skero
- Trishes
- Yasmo
- Quellen: [4][5][6][7][8][9][10][11][12][13][14][15][16][17]

## Spielstätten
| Bayern         | Milla Club München |
| Burgenland     | Cselley Mühle Oslip |
| Kärnten        | Kardinalplatz Klagenfurt, Kulturhofkeller Villach |
| Oberösterreich | Free Tree Open Air Taiskirchen, KAPU Linz, OKH Vöcklabruck, Ottensheim Open Air                                                                                               |
| Salzburg       | Jazzit Salzburg |
| Steiermark     | Literaturhaus Graz |
| Tirol          | Die Bäckerei Innsbruck |
| Wien           | Ateliertheater, brut im Künstlerhaus, Kaiserwiese, Karlsplatz, Museumsquartier, ORF RadioKulturhaus, Rabbit Eye Artspace, Seestadt Aspern, Stadtsaal, URANIA, Werk X-Eldorado |

## Pressestimmen (Auszug)
„Die Unmöglichkeit, HipHop auf den Beat und die Tanzbarkeit für das Publikum zu reduzieren, wird durch die lyrische Interpretation der Texte klar. Findet der Text hinter den starken Beats und fetten Reimen kein Gehör, verliert er aber niemals seinen Sinn. Es braucht oft nur Ideen wie die Lesungen der Jungs von "Rapper lesen Rapper", um auf die Metaebene des HipHop aufmerksam zu machen.“

„Ganz im Sinne Marcel Reich-Ranickis ist man bei 'Rapper lesen Rapper' auch an einer etymologischen Auseinandersetzung mit den Texten interessiert.“